# Közműolló
A közműolló a közműves vízellátásba bekötött és a csatornahálózatra kötött lakosság arányának különbsége, egy másik értelmezés szerint a vezetékes ivóvízhálózat és a szennyvízcsatorna-hálózat kiépítettségének egymáshoz való aránya. Megkülönböztetünk elsődleges és másodlagos közműollót. (ld. még közművek: a lakosság kényelmét és egészségügyét szolgáló műszaki létesítmények (pl. csatorna, víz- és gázvezeték).

## A közműolló fajtái

### Elsődleges közműolló
Az elsődleges közműolló az egy kilométer ivóvízvezeték-hálózatra jutó szennyvízcsatorna-hálózat hossza méterben.
Adott mértékű csatornázottság és ivóvízellátottság mellett is mutathat más és más értékeket az elsődleges közműolló nagysága. Ez jelentősen függ a terület adottságaitól. Ha ez a terület zömében üdülőövezet, vagy zárt kerti ingatlanoknak van minősítve.[pontosabban?] Ezen területeken a kismértékű vízfelhasználás miatt és a magas fajlagos költségek (egy főre jutó beruházási költség illetve az egy m³-re jutó vizdíj). A ritkán lakott területeken és a kis lélekszámú területeken nem éri meg a csatornahálózatot kiépíteni az erősen ingadozó vízmennyiség (csatorna berohadását eredményezheti) és a rossz hatásfokú (téli) denitrifikáció miatt. Ezen területek felzárkózását tovább nehezíti, hogy EU-s támogatást csak 2500 LEÉ (lakosegyenérték) felett lehet pályázni.
Megoldást jelenthet több település együttműködése egy nagyobb kapacitású szennyvíztisztítómű kiépítésére, így nagyobb eséllyel juthatnak támogatáshoz. Ez esetben a csatornahálózat hossza nagyobb lehet az ivóvízcső-hálózat hosszánál, amennyiben mindegyik falu rendelkezik saját ívóvíznyerő hellyel (például parti szűrésű víz, karsztvíz, rétegvíz), így a közműolló „másik irányba nyílhat”. (1000 méter vízvezetékre hosszabb szennyvízhálózathossz esik.)
Az elsődleges közműolló ez irányú nyílását okozhatja a terület vízbázisvédelmi besorolása is vagy a természetes befogadó hiánya.

### Másodlagos közműolló
A másodlagos közműolló a vízhálózatba és a csatornahálózatba bekapcsolt lakások arányának különbsége. Ideális esetben a közműolló nagysága 0%.
Leggyakrabban az ivóvízhálózatra rákötött lakosság lélekszámának (vagy lakások) aránya az össznépesség (vagy lakások) arányát ábrázolják a grafikonokon. Ezen ábrázolási mód esetén ideális esetben a két grafikon közelít egymáshoz, illetve a 100%-hoz.

### További alcsoportok
További alcsoportra való osztás lehetséges.
A mechanikai tisztítás rossz hatásfokú, az oldott nitrogénformák (ammónium, nitrit, nitrát) nem kerülnek eltávolításra, ez a vízi élővilágra van mérgező hatással. A többletfoszfor is benn marad az elfolyó vízben, ez a vizek eutrofizációját okozza. A szerves anyag eltávolítása sem történik meg, így csak a befogadóban történik meg az oxidációja, amely csökkenti a víz oldott oxigén tartalmát, ezáltal a halakra jelent veszélyt.
Mechanikai tisztítás során az ülepedő részecskék eltávolítása lehetséges, lecsökkentve így a lebegőanyag tartalmat. Ezek megoldása a koagulációt elősegítő anyagok hozzáadásával lehetséges, és az így kiváló pelyheket flotációval tudják eltávolítani.
Biológiai tisztítás során az anaerob térben megtörténik a szerves anyag felvétele, az aerob térben levegőztetés segítségével az ammónium-ionokat előbb nitritig (Nitrosomonas baktériumok), majd az Nitrobacter baktériumok nitrátig oxidálják. Az anoxikus térben történik a nitrátredukció nitrogénné. A többletfoszfort felveszik a baktériumok, ez az iszappal távozik.
Biológiai tisztítás során az elfolyó víz minősége jelentősen javul a csupán mechanikai tisztításhoz képest. A két technológiát kombináltan szokták alkalmazni.
| Ország                | Vezetékes ivóvízzel ellátott lakosok (a népesség %-ban) | Csatornával ellátott lakosok (a népesség %-ban) | Közműolló (%) |
| --------------------- | ------------------------------------------------------- | ----------------------------------------------- | ------------- |
| Dánia                 | 98,7                                                    | 74                                              | 24,7          |
| Franciaország         | 95,5                                                    | 86                                              | 9,5           |
| NSZK (NDK nélkül)     | 99,2                                                    | 96                                              | 3,2           |
| Norvégia              | 98,0                                                    | 76                                              | 22,0          |
| Svájc                 | 96,1                                                    | 67                                              | 29,1          |
| Svédország            | 97,3                                                    | 76                                              | 21,3          |
| Európa (átlag)        | 70,0                                                    | 50                                              | 20,0          |
| Észak-Amerika (átlag) | 99,0                                                    | 94-96                                           | 3,0-4,0       |
| Magyarország          | 84,9                                                    | 41,6                                            | 43,3          |